# Kvarteret Sankt Mikael
Kvarteret Sankt Mikael är ett kvarter i Lunds stadskärna. Det omfattade ursprungligen de båda nuvarande kvarteren Sankt Mikael och Sigrid och låg mellan Krafts torg, Kiliansgatan, Magle Stora kyrkogata, Själsbodagatan och Stora Algatan. Kvarteret Sigrid uppstod genom en avstyckning av kvarteret Sankt Mikael 1866, då Stora och Lilla Sigridsgatorna lades ut, namngivna efter tomtägaren Sigrid Cedergren.
Kvarteret ägdes under medeltiden av Dominikanerkonventet i Lund. Klosterbyggnader uppfördes i den västra delen av kvarteret längs Kiliansgatan mellan 1221 och reformationen på 1500-talet. I den östra delen, där Stora Sigridsgatan går idag, låg under medeltiden sockenkyrkan Sankt Mikaels kyrka. 

## Byggnader idag i urval
- Kiliansgatan 3 – Domkapitelhuset, vars huvudingång ligger på Krafts torg 12b. Den ritades av Theodor Wåhlin och uppfördes 1928.
- Kiliansgatan 7 – Theodor Wåhlins bostadshus, ursprungligen uppfört 1860, och ombyggt 1910. Huset har lokaler för domkyrkoförsamlingen.
- Kiliansgatan 9 – Wieselgrens minne byggdes 1909 som föreningslokal för nykterhetsrörelsen. Huset har bland annat använts som prästseminarium och är idag lokaler för Folkets hus.
- Kiliansgatan 11 – uppförd omkring 1775 och idag använd som allaktivitetshus under namnet Lunds Ungdoms- och Hemgård. Det mindre huset i hörnet Kiliansgatan/Magle Stora Kyrkogatan var ursprungligen ett omkring 1775 byggt uthus, senare renoverat 1960 till konsthantverksbutiken Kiliansgården.
- Stora Magle Kyrkogata 3, Själabodgatan 1 och Stora Sigridsgatan 6 – en grupp med små flerfamiljshus och radhus på två–tre våningar, som uppfördes av Lunds Kommuns Fastighets AB 1986–1987, ritade av Yngve Lundquist.[3] I hörnet av Själbodgatan och Magle Stora Kyrkogata byggdes 1872 en envånings mejeribyggnad av godsägaren Gottfrid Warholm, vilken tillbyggdes 1912 utmed Själbodgatan. Mejeriet lades ned 1949, men mjölkbutiken blev kvar, så småningom som en vanlig speceriaffär, till 1977. Byggnaderna revs 1982.[4]
- Stora Algatan 2/Tegnérplatsen 4 – Hörnhuset i tre våningar ritades av Fredrik Sundbärg och byggdes 1906 som kontorshus för Skånska Brandförsäkringsinrättningen, senare Skånska Brand, och användes som sådant till 1983. Fasaderna är utförda i holländsk renässansstil i röd fasadtegel.[5]
- Stora Algatan 4 – jugendbyggnad i tegel i tre våningar från 1904, ritad av Oscar Hägg
- Stora Algatan 6 – I norra delen av kvarteret uppfördes 2020–2021 ett flerbostadshus i fem våningar med 19 lägenheter på fastigheten Sankt Mikael 20.[6] Tidigare fanns till 1959 på tomten studentkasernen Petersborg från 1830-talet,[7] en tvåvåningsbyggnad, som skevade ut en bit i gatan, vilken breddades 1907. Bland annat bodde Otto Lindblad i Petersborg, när han 1843 skrev ”Vintern rasat”.[8]
- Stora Algatan 8/Lilla Sigridsgatan 1 – tvåvåningsbyggnad som uppfördes 1870 av professor Carl Wilhelm Skarstedt[5]

## Bildgalleri

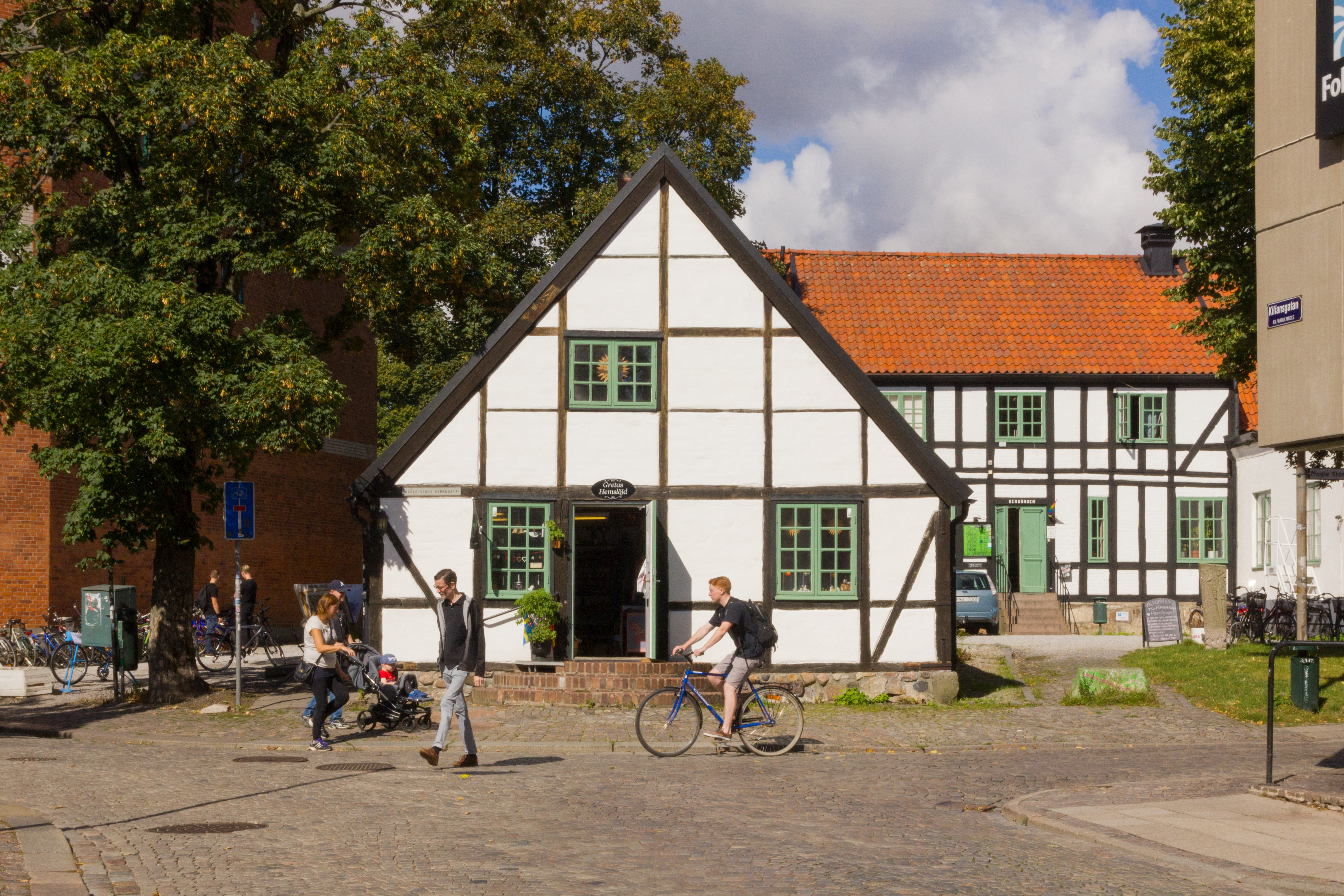
Hemgården och Kiliansgården